# Greatest Flix II
Greatest Flix II is een video-collectie van Queen. Het kwam uit op 28 oktober 1991, ongeveer een maand voor het overlijden van Freddie Mercury. De bekendste clips van 1984 t/m 1991 staan erop.

## Tracklist
1. The Show Must Go On (montage video) (bewerkt)
2. A Kind Of Magic
3. Under Pressure
4. Radio Ga Ga
5. I Want It All
6. I Want To Break Free
7. Innuendo
8. It's A Hard Life
9. Breakthru
10. Who Wants To Live Forever
11. Headlong
12. The Miracle
13. I'm Going Slightly Mad
14. The Invisible Man
15. Hammer To Fall
16. Friends Will Be Friends
17. The Show Must Go On
18. One Vision
19. God Save the Queen (titel track)